# Luis Rodríguez Embil
Luis Rodríguez Embil (1879-1954) fue un escritor y diplomático cubano.

## Biografía
Nació el 30 de agosto de 1879 en La Habana, fue autor de títulos como Pecado mortal (novela corta, premiada en los Juegos Florales de Salamanca, 1905), Gil Luna, artista (Madrid, 1908, 14 cuentos), Observaciones (Madrid, 1908), Almas oscuras (novela, 1906?), La insurrección (novela, París, 1911) y De paso por la vida (novela, París, 1913). A mediados de la década de 1910 desempeñaba el cargo de cónsul de Cuba en Viena. Falleció el 29 de abril de 1954 en su ciudad natal.